# Rudl

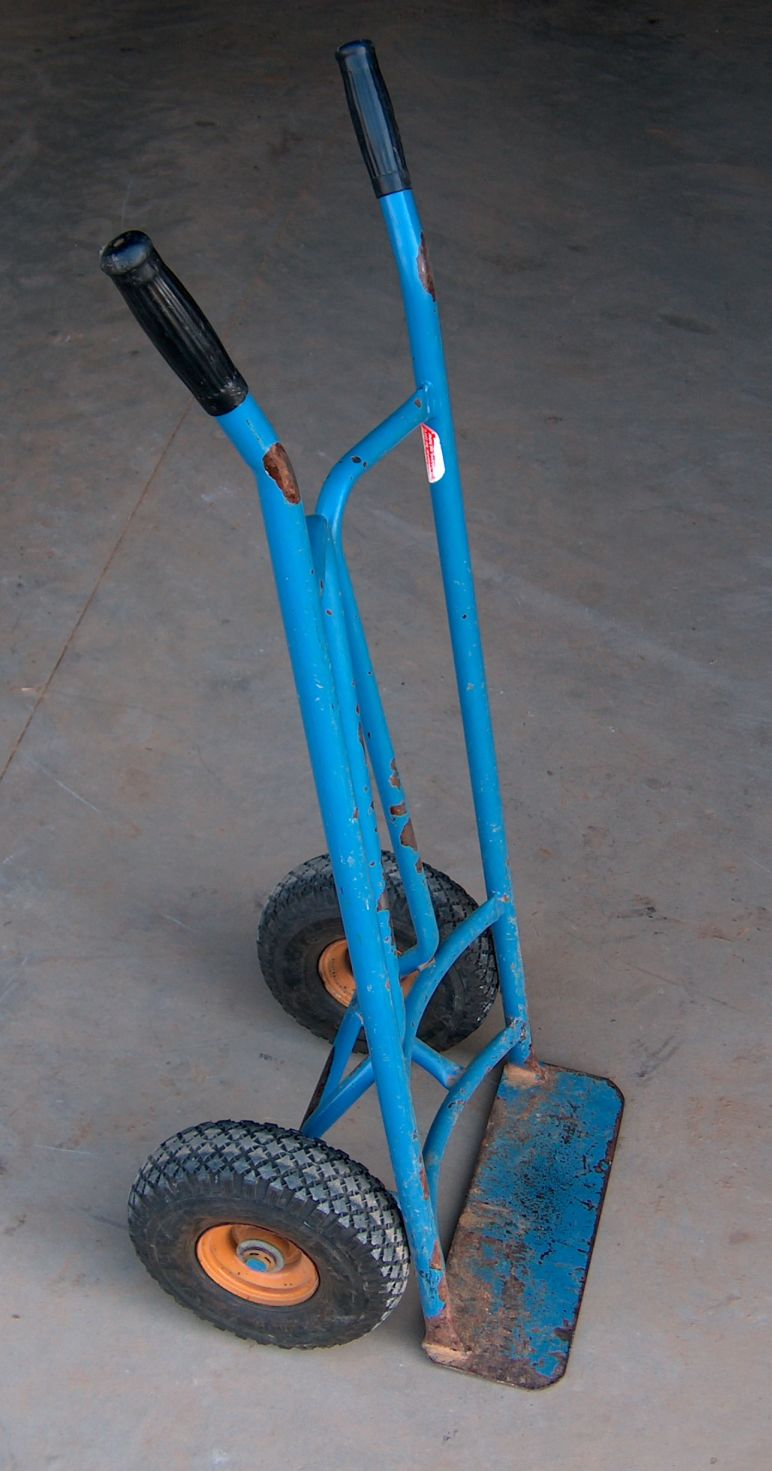
Klasický rudl

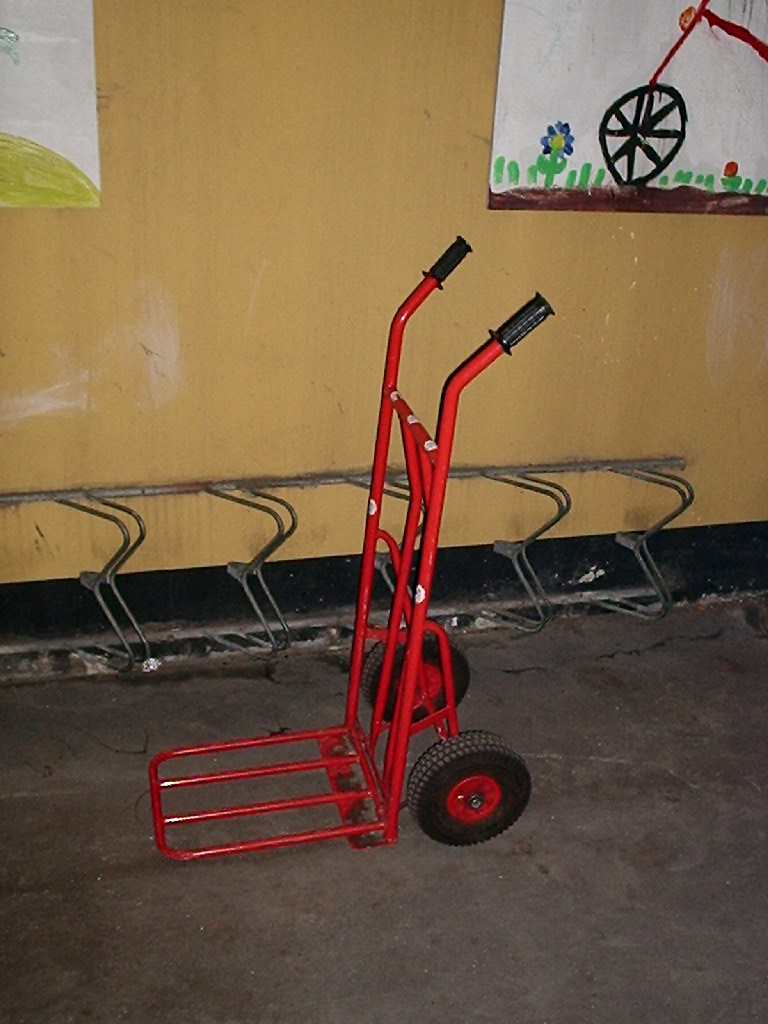
Cizokrajný rudl

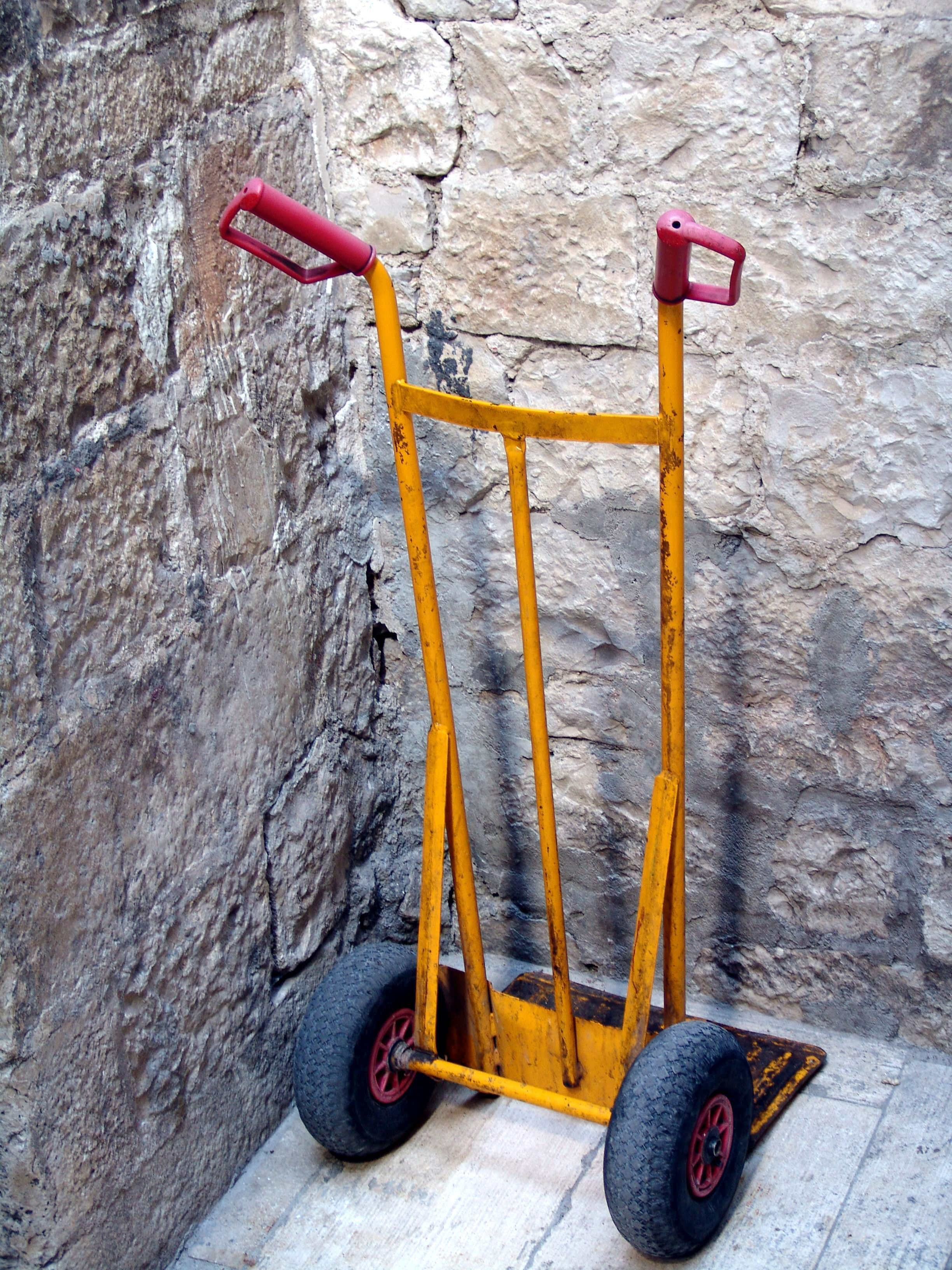
Rudl na bantamových kolech

Rudl je dvoukolový ruční vozík pro manipulaci se zbožím v krabicích nebo bednách. Svislá trubková konstrukce přechází nahoře do dvou rukojetí. Dole je kolmo k nosné konstrukci upevněna plošinka pro náklad. Rudl jezdí na dvou kolech osazených ve spodní části konstrukce. 

## Obsluha rudlu
Zboží, kterým chceme manipulovat, by mělo být ve stabilním obalu. Nejčastěji jde o krabice, přepravky, bedny, ale i pytle. Při nakládání jednou rukou držíme stoh přepravek nebo krabic, druhou rukou jednu rukojeť rudlu. Náklad nakloníme od sebe a druhou rukou zasuneme rudl plošinkou pod náklad. Potom zvrátíme rudl i s nákladem mírně na sebe. Konstrukce rudlu funguje jako páka s osou v ose kol. Naložený rudl tlačíme před sebou. Nestabilní, ale lehčí náklad můžeme jednou rukou přidržovat, k řízení zpravidla stačí jedna ruka.

## Konstrukce rudlu
Rudly se často konstruují jako svařované z tenkostěnných ocelových trubek, plošinka je z ocelového plechu. Konstrukce bývá práškově lakovaná. Kola jsou dnes už výhradně s plnými gumovými obručemi nebo na pneumatikách. U starších provedení bývala kola i celolitinová. Kola jsou v kluzných ložiscích, vzácně pak s kuličkovými ložisky. Konstrukce z hliníkových nebo nerezových trubek jsou dost výjimečné. Hlavně pro vyšší cenu. Pro používání rudlu ke specifickým účelům, kdy se manipuluje stále se stejným nákladem, doplňuje se konstrukce dodatečnými úchyty nebo vzpěrami. Pro manipulaci s kufry existují lehké sklápěcí nebo skládací verze rudlu.

## Využití rudlu
Rudl je univerzální manipulační prostředek. Je levný a dostupný, obsluha nevyžaduje složitý zácvik. Na nákladních automobilech, které se používají pro rozvoz zboží, se často rudl vozí jako běžné vybavení. Společně s hydraulickým zvedacím čelem umožňuje nakládání a hlavě skládání zboží kdekoli, bez dalších manipulačních prostředků. Standardní provedení rudlů jsou určena pro provoz na rovných pevných plochách. Pro manipulaci po schodech byla vyvinuta verze rudlu, kde místo kol jsou namontovány hvězdice se třemi nebo pěti menšími kolečky. To umožňuje překonávat svislé nerovnosti jako jsou schody.